# Ramon Florensa i Candàlia
Ramon Florensa i Candàlia (Tàrrega, 1 de març de 1875-Barcelona, 9 de novembre de 1912), fill del també músic Miquel Florensa i Artigues i de Calamanda Candàlia i Gomà, va ser sacerdot, compositor i organista de l'església parroquial de Santa Maria de l'Alba, de Tàrrega.
Quan comptava divuit amb anys, Florensa va començar a rebre una paga de l'Ajuntament per l'ensenyament gratuït que impartia als alumnes pobres de la vila; poc després, durant el bienni 1894-1895, fou nomenat director de música. Va ser també director de l'Orquestra Parroquial, tocava l'harmònium de la Societat Lírica Carnicer i feia de pianista al local de la Lliga Catalanista d'Urgell i Segarra.
Tingué tres germans: Carme, nascuda a Tàrrega el 13 d'abril del 1869, la qual romangué soltera –el 1900 feia les «labores correspondientes a su sexo»–, i va morir, als 68 anys, el març de 1935; Antònia, nascuda el 13 d'abril de 1871, casada amb el pintor bellpugenc Antoni Martí i Riera; i Josep Antoni, nascut a Tàrrega el 2 de maig de 1873, el qual estudià al seminari de la Catedral de Solsona amb el seu germà Ramon des de la fi del 1899.
Ramon Florensa que la seva família anomenava «mossèn Florensa», vivia amb la seva germana soltera Carme a la casa del carrer Urgell. Abans de rebre els ordes sagrats va estudiar a l'Escola Pia de Tàrrega.

## El Fons musical Ramon Florensa
Josep Maria Martí i Sanfeliu, descendent de la família Florensa, feu donació de tot el material musical de Ramon Florensa que conservava la familia a l'Arxiu Comarcal de l'Urgell (ACU). El fons Fons Ramon Florensa (codi: TagF), catalogat per Olga Niubó i Sala, es conserva en 25 capses d'arxivador i conté 378 obres manuscrites i 29 partitures impreses. El repertori musical del fons conté majoritàriament música eclesiàstica i repertori instrumental per a tecla i orquestra.